# ヘッド・ハンターズ (アルバム)
『ヘッド・ハンターズ』（Head Hunters）は、アメリカのジャズ・ミュージシャン、ハービー・ハンコックが1973年10月13日にコロムビア・レコードよりリリースした12枚目のスタジオ・アルバム。

## 解説
ハービーのエレクトリック・ジャズ期を代表する1枚であり、後のジャズ・ファンクやジャズ・フュージョンに大きな影響を与える。ハービーのアルバムとしては初めてビルボードのジャズ・チャートで1位を獲得し、総合アルバム・チャートのBillboard 200でも初めて20位以内に達して、商業的にも大きな成功を収めた。
収録曲「ウォーターメロン・マン」は、ハービーが初のリーダー・アルバム『テイキン・オフ』（1962年）で発表した楽曲を、ジャズ・ファンクのアレンジで再演したものである。
『ローリング・ストーン』誌の「the 500 greatest albums of all time」（2020年版）の254番目のリストにある。
このアルバムのバック・メンバーは後に「ザ・ヘッドハンターズ」を結成、ハービー自身はメンバーではないが、ゲストとして参加している。また、メンバーでドラマーのハーヴィー・メイソンも冒頭のトラックに肖り「カメレオン・バンド」を結成している。

## トラック・リスト
1. カメレオン - "Chameleon" (Hancock/Jackson/Mason/Maupin) – 15:41
2. ウォーターメロン・マン - "Watermelon Man" (Hancock) – 6:29
3. スライ - "Sly" (Hancock) – 10:15
4. ヴェイン・メルター - "Vein Melter" (Hancock) – 9:09

## ミュージシャン
- ハービー・ハンコック - フェンダー・ローズ・エレクトリック・ピアノ、ホーナー D6 クラビネット、アープ・オデュッセイ・シンセサイザー、アープ・ソリスト・シンセサイザー
- ベニー・モウピン - ソプラノ&テナー・サックス、サクセロ（英語版）、バスクラリネット、アルト・フルート
- ポール・ジャクソン - エレクトリック・ベース、マリンブラ（英語版）
- ビル・サマーズ - コンガ、シェケレ、バラフォン（英語版）、アゴゴ、カバサ、ヒンデウフー[注 1]、タンブリン、ログ・ドラム[注 2]、スルド、Gankogui[注 3]
- ハーヴィー・メイソン - ドラム